# 美洲豹攻擊機
美洲豹攻擊機（SEPECAT Jaguar）是一種由英國、法國聯合開發的雙引擎輕型攻擊機系列。它在1960年初起案的原始研發原始概念是一架具有對地攻擊能力的噴射教練機，但是參與的兩國對飛機的任務定位轉變，不斷拉抬這架飛機的基礎性能，最後演化成一款可以超音速飛行的多用途攻擊機，除了對地密接支援攻擊外，也可以攜帶戰術核武或是偵查莢艙進行多樣化的空中任務。
美洲豹攻擊機是由英國飛機公司 （英國BAC公司） 與法國布雷蓋飛機公司出資合組國際共同公司SEPECAT，這間公司是歐洲國家聯合開發戰機的先聲。
單座為攻擊機機型、雙座為教練機型式，藉以執行近接支援（CAS）、戰場空中阻絕（BAI）及戰術偵察與教練飛行等任務。
1968年9月首架原型機美洲豹式A型在法國試飛成功，美洲豹式B型則於1971年8月試飛成功，同年首架量產型也試飛成功。
1973年6月交付英國皇家空軍、1975年5月交付法國空軍。

## 開發過程
- 英國負責翼面、機身後段、進氣道
- 法國負責機身前段、起落架等
- 發動機則各自依需求分工製造

## 機種型號
主要依功能分成三種型號(依字母)：
- 美洲豹單座型（A型）
- 美洲豹雙座戰鬥教練型（B型）
- 美洲豹雙座型（E型）
- 美洲豹單座攻擊型（S型）

## 美洲豹式的差異
雖然美洲豹是由英、法合作研發，但兩國在許多規格與裝備採用上卻不盡相同。

### 英國皇家空軍
- 航電系統：史密斯公司（Smiths）的抬頭顯示器、馬可尼（Marconi）-Elliot公司的導航暨攻擊武器瞄準次系統（NAVWASS）(包括：MCS920M型數位式空用電腦、慣性導航系統、投射式地圖顯示器)、機鼻下方配備雷射測距／標定儀…

### 法國空軍
- 航電系統：配備空用都卜勒雷達、光學瞄準具、ATLIS空中雷射照明暨追蹤系統…

## 服役史
- 1964年4月開始推動戰鬥學校與戰術支持計畫（ECAT）。
- 首架原型機美洲豹式A型於1968年9月在法國第一次試飛成功。
- 美洲豹式B型則於1971年8月首次試飛。
- 首架量產型1971年試飛。
- 1973年6月交付英國皇家空軍。
- 1975年5月交付法國空軍。
- 1978年印度政府正式決定採用美洲豹，作為深入穿透打擊戰機（DPSA）。
- 第一場戰役：1980年代乍得內戰，當時支持乍得政府軍的法國和支持乍得叛軍的利比亞均投入陸空武力參戰，法國空軍轟炸乍得叛軍的機場跑道時，有一架美洲豹被利比亞陸軍用俄製SA-9防空飛彈擊落。
- 第二場戰役：1991年波灣戰爭，在波灣戰爭中英、法的美洲豹零折損。
- 印度的美洲豹則參加過與巴基斯坦之間的喀什米爾衝突，有少數被巴基斯坦的防空武器擊落。

## 改良計畫
（一）1994年首度改良：為了加裝GEC馬可尼公司的TIALD 200型莢艙，英國空軍的美洲豹式戰機於1994年首度進行改良，換裝1553B匯流排、改良型抬頭顯示器、低頭多功能顯示器等，型號改為美洲豹式GR.1B型，而IALD莢艙一般是攜掛在機腹中線。
（二）96性能提升計畫：接下來的美洲豹96性能提升計畫（Jaguar 96），除了達到美洲豹式GR.1B型的性能標準外，還換裝手掣節流閥及操縱桿（HOTAS），NAVWASS系統也被更換為整合了洛克威爾柯林斯公司（Rockwell Collins） 的全球衛星定位系統、BASE公司的TERRRPROM 地形比對次系統的FIN 1064型數位導航暨攻擊系統，以及任務規畫系統等。第一架改良型於1997年交機，型號並改為美洲豹式GR3型。
（三）97性能提升計畫：進一步的美洲豹97性能提升計畫（Jaguar 97），美洲豹式又換裝較大螢幕的低頭彩色多功能顯示器、改良型地圖產生系統，座艙儀表板也修改為適合飛行員配戴夜視鏡，而且座艙中央加裝了頭部位置感測器，以配備GEC馬可尼／漢寧威公司（Honeywell）的頭盔瞄準系統（HMSS）。改良後的型號變為美洲豹式GR3A型，第1架於2000年交機，英國預計改良61架。
至於經過性能提升後的雙座型，型號則改為美洲豹式T4型，計畫改良18架。目前英國皇家空軍進行中的持續科技改良計畫（CTIP），將使美洲豹式戰機具備 ASRAAM空對空飛彈的發射能力，並可攜掛Vinten GP（1）型光電偵察莢艙。
此外，有60架美洲豹式戰機也正在換裝Adour 106型發動機，該型發動機是直接由Adour104型性能提升而成，不但搭配數位化發動機控制裝置，並使推力增加6％，全部工作將於2005年完成。

## 使用國家

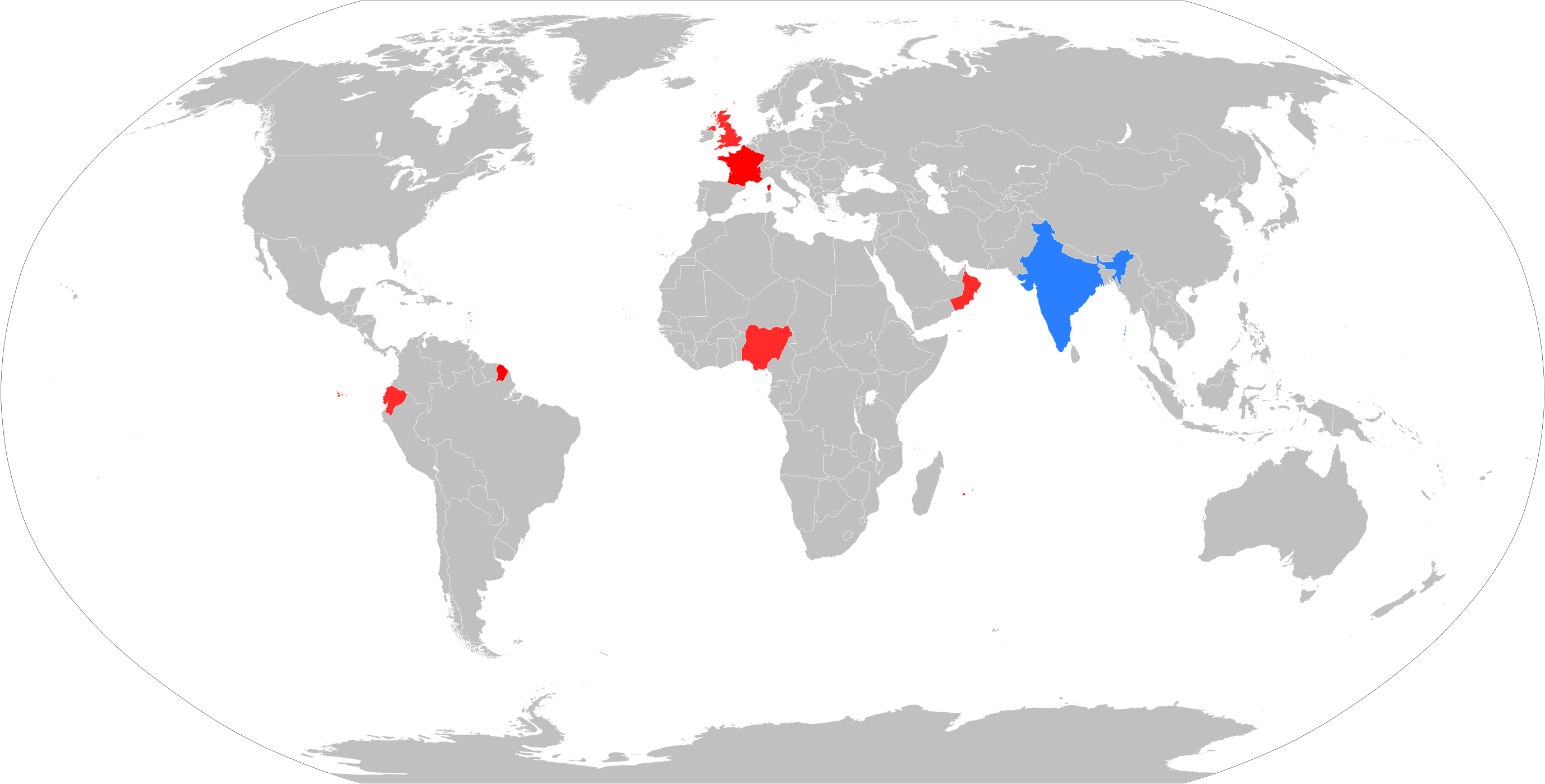
使用國，藍色為現役，紅色為退役。

### 現役
- 印度 - 印度空軍，有標準款對地單座攻擊機（美洲豹IS、124架，35架BAE製、89架HAL製）、雙座教練機版（美洲豹IB、32架，5架BAE製、27架HAL製）、對海攻擊版（美洲豹IM，12架HAL製）

美洲豹攻擊機在開發時即已鎖定印度為潛在客戶並進行推銷，但是印度起初拒絕了這架戰機。然而印度國產的HF-24雷電式戰機在經過多次不成功的改良後，印度空軍放棄了繼續升級該機的努力，在1978年決策轉向國外採購，計畫採用10億美金購置新型戰機。新型戰機的競標者除了英國提出的美洲豹攻擊機外、還有法國提出的幻象F1戰鬥機、瑞典提出的SAAB 37戰鬥機，最後美洲豹攻擊機在評估排序上居首取得此競標。此競標給予印度的優惠是除了前40架在英國製造外，後續的120架訂單授權給印度斯坦航空有限公司（HAL）製造。在1990年代後由於機隊開始老化，印度空軍在1990年代中期訂購了17架新造的美洲豹戰機、2001-2002年間又加訂了20架，因此最終使用總量達到了197架。
為了盡早完成戰力轉換銜接，英國皇家空軍在1979年7月27日出借了18架美洲豹給印度空軍使用。第二批40架美洲豹是BAE公司在英國沃頓工廠製造，從1981年3月開始交機。第三批美洲豹為BAE生產全部零組件，由HAL組裝，這批次有45架，在1985年開始交機，製造過程。後續批次的美洲豹逐步增加印度自產零組件，降低歐洲國家輸入零件的比重，印度空軍稱美洲豹為彎刀式戰機（Shamshir）。
彎刀式與英法版本的差別是更換了輸出動力8,400磅的Adour Mk 811發動機，並且採用英國規格在翼上增設空對空飛彈掛架硬點，機內資訊交換硬體更換為MIL-STD-1553B匯流排。由於馬可尼920 ATC NAVWASS英國未提供給印度，印度使用了歐洲廠商的零組件開發出導航暨攻擊系統DARIN，DARIN系統的核心是英國費蘭提公司製的1024E型慣性導航裝置與COMED 2045地圖顯示系統，並搭配抬頭顯示器，該系統服役後很長一段時間是印度空軍最精確可靠的對地攻擊火控裝置。對海攻擊型則加裝超級軍旗攻擊機同款的龍舌蘭雷達，但使用的武器則是英國製造的海鷹反艦飛彈。此外，印度也向法國採購了該國美洲豹攻擊機使用的偵查莢艙與雷射標定裝置，因此也具備投射精靈炸彈的能力。
彎刀式戰機由於具有完整的對地攻擊能力，服役後一直是印度空軍的中堅戰力。由於服役期程已久，飛機整體都已老化，印度空軍從2013年開始計畫進行旗下尚在服役的125架戰機進行DARIN III航電升級計畫，並更換F125IN發動機提升飛機性能，升級後的彎刀式戰機計畫服役至2034年。但F125IN換裝計劃在2019年因印美廠商在價格無法獲得共識，遭到取消。

### 退役
- 英国 - 英國皇家空軍 203架
- 法國 - 法國空軍 200架
- 阿曼 - 阿曼皇家空軍24架
- - 厄瓜多爾空軍12架
- 奈及利亞 - 奈及利亞空軍18架

## 資料參考鏈結
- 空中小霸王Sepecat Jaguar
- 沙漠美洲豹：Sepecat Jaguar GR. Mk.1
- 空中小霸王－美洲豹式攻擊機 宋玉寧／青年日報94年7月25日第3版 （页面存档备份，存于）

## 相關
- 三菱F-1戰鬥機